# (37141) Povolný
(37141) Povolný, désignation internationale (37141) Povolny, est un astéroïde de la ceinture principale.

## Description
(37141) Povolny est un astéroïde de la ceinture principale. Il fut découvert le 2 novembre 2000 à l'Observatoire d'Ondřejov par Petr Pravec. Il présente une orbite caractérisée par un demi-grand axe de 2,43 UA, une excentricité de 0,10 et une inclinaison de 7,2° par rapport à l'écliptique.

## Compléments